# Roulans
Roulans ist eine französische Gemeinde mit 1.122 Einwohnern (Stand: 1. Januar 2022) im Département Doubs in der Region Bourgogne-Franche-Comté. Sie gehört zum Kanton Baume-les-Dames im Arrondissement Besançon.

## Geographie
Roulans liegt auf 344 m, elf Kilometer westsüdwestlich von Baume-les-Dames und etwa 18 Kilometer ostnordöstlich der Stadt Besançon (Luftlinie). Das Dorf erstreckt sich in der gewellten Landschaft zwischen den Flusstälern von Doubs und Ognon, in einer Längsmulde nördlich des Doubstals am Nordfuß des Pic d’Aigremont.
Die Fläche des 8,31 km² großen Gemeindegebiets umfasst einen Abschnitt in den äußersten nordwestlichen Höhenzügen des Juras. Der zentrale Teil des Gebietes wird von einer Längsmulde eingenommen, die bei Roulans eine Breite von rund einem Kilometer erreicht und durchschnittlich auf 340 m liegt. Sie bildet das Hauptsiedlungsgebiet und ist vorwiegend mit Acker- und Wiesland bestanden. Im Norden wird diese Mulde von einem bewaldeten Höhenrücken flankiert (Bois des Perrières und Bois du Poirier, bis 437 m). Die südliche Begrenzung der Längsfurche wird von der scharfen Krete der Montagne Notre-Dame-d’Aigremont markiert, die an verschiedenen Orten steilgestellte Kalkfelsen aufweist. Diese stellt in geologisch-tektonischer Hinsicht den nördlichen Schenkel einer Antiklinale dar, deren Gewölbe vom Flusslauf des Doubs aufgebrochen und wegerodiert wurde. Mit 554 m wird auf dem Gipfel des Pic d’Aigremont die höchste Erhebung von Roulans erreicht. Im Osten und Südosten erstreckt sich das Gemeindeareal über die im Gelände nicht mehr so scharf hervortretende Krete bis in das eingeschnittene Doubstal hinunter.
Die Gemeinde Roulans besteht aus mehreren Ortsteilen und Weilern, nämlich:
- Grand Roulans (344 m) in der Längsmulde von Roulans
- Roulans l’Église (345 m) in der Längsmulde von Roulans am Nordfuß des Pic d’Aigremont
- Petit Roulans (320 m) in der Längsmulde von Roulans am Beginn einer zum Doubs hinunterführenden Erosionsrinne
- Les Trouillots (385 m) auf dem nach Süden geneigten Hang des Höhenrückens des Bois du Poirier

Nachbargemeinden von Roulans sind Vennans, Saint-Hilaire und Breconchaux im Norden, Ougney-Douvot im Osten, Laissey im Süden sowie Deluz und Pouligney-Lusans im Westen.

## Geschichte
Erstmals urkundlich erwähnt wird Roulans bereits im 10. Jahrhundert unter dem Namen Rollens. Bereits zu dieser Zeit bestand auf dem strategisch günstig gelegenen Pic d’Aigremont eine Burg. Zu Beginn des 13. Jahrhunderts ließen die Herren von Roulans ihren Stammsitz etwas weiter östlich auf der Krete oberhalb von Petit Roulans neu erbauen. Durch eine Heirat kam die Herrschaft im 13. Jahrhundert an das mächtige Haus von Vienne. Ein wichtiger Sprössling dieser Familie war Jean de Vienne, der seine Jugendzeit auf der Burg von Roulans verbrachte und während des Hundertjährigen Krieges als einflussreicher französischer Admiral fungierte. Zusammen mit der Franche-Comté gelangte Roulans mit dem Frieden von Nimwegen 1678 definitiv an Frankreich. Die Burg wurde während der Französischen Revolution zerstört.

## Sehenswürdigkeiten

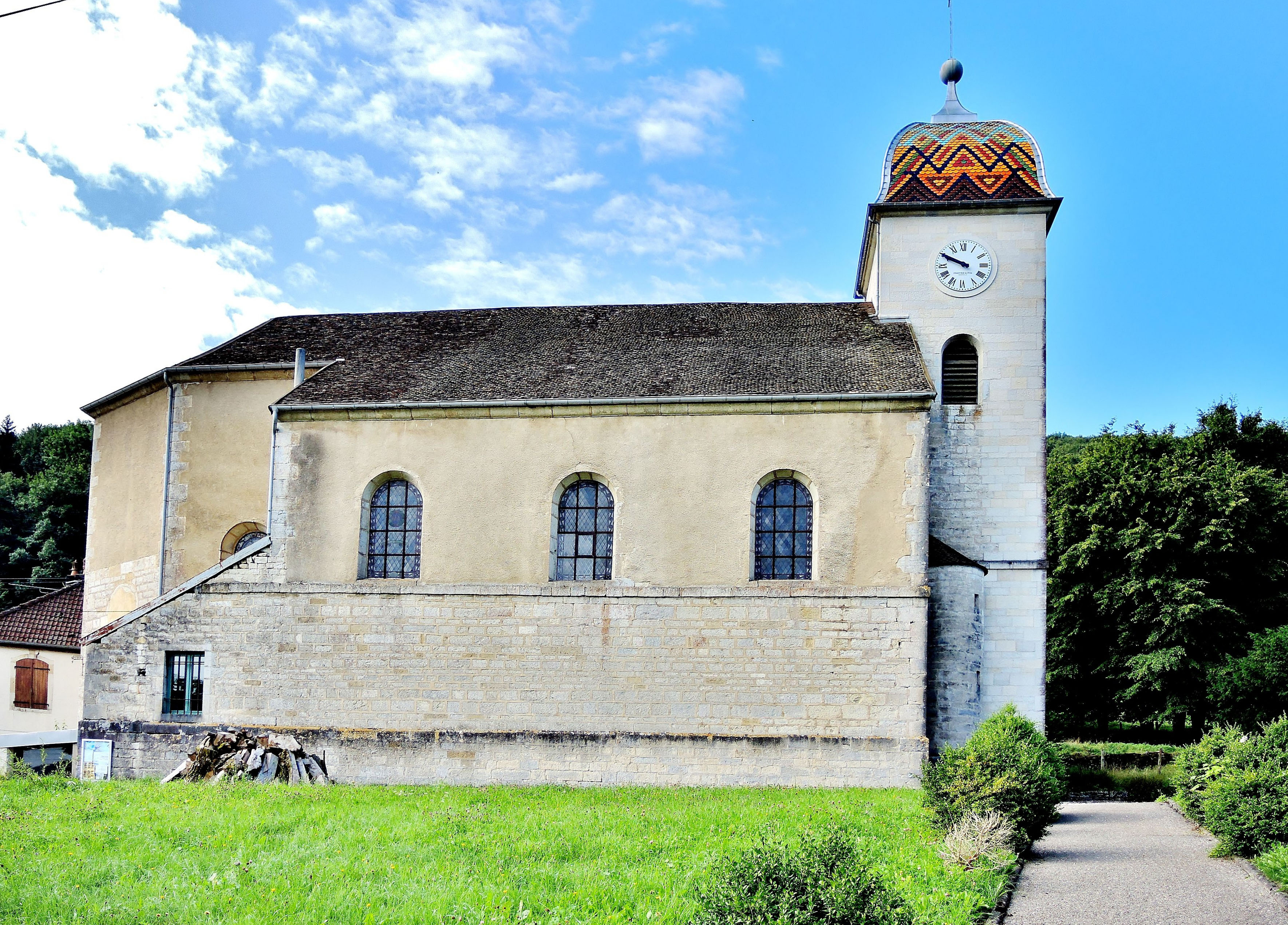
Kirche Saint-Michel

Die Kirche Saint-Michel wurde 1744 eingeweiht und 1846 umfassend restauriert. An der Stelle des einstigen Château d’Aigremont wurde im 13. Jahrhundert die Kapelle Notre-Dame-d’Aigremont erbaut. Vom Château de Roulans sind die Ruinen, die ursprünglich auf das 13. Jahrhundert zurückgehen, erhalten.

## Bevölkerung
| Jahr                       | 1962 | 1968 | 1975 | 1982 | 1990 | 1999 | 2006 | 2016 |
| Einwohner                  | 440  | 504  | 599  | 710  | 957  | 1005 | 1012 | 1123 |
| Quellen: Cassini und INSEE |      |      |      |      |      |      |      |      |

Mit 1122 Einwohnern (Stand 1. Januar 2022) gehört Roulans zu den kleineren Gemeinden des Départements Doubs. Nachdem die Einwohnerzahl in der ersten Hälfte des 20. Jahrhunderts stets im Bereich zwischen 360 und 420 Personen gelegen hatte, wurde seit Beginn der 1960er Jahre ein kontinuierliches Bevölkerungswachstum verzeichnet. Seither hat sich die Einwohnerzahl mehr als verdoppelt.

## Wirtschaft und Infrastruktur
Roulans war bis weit ins 20. Jahrhundert hinein ein vorwiegend durch die Landwirtschaft (Ackerbau, Obstbau und Viehzucht) und die Forstwirtschaft geprägtes Dorf. Daneben gibt es heute verschiedene Betriebe des lokalen Kleingewerbes und des Einzelhandels, jedoch keine Industriebetriebe. Roulans ist Standort des Centre d’Insémination et d’Élevage du Doubs et du Territoire de Belfort (CEIA), ein Zentrum für die künstliche Befruchtung und die Zucht des Montbéliard-Rindes. Mittlerweile hat sich das Dorf auch zu einer Wohngemeinde gewandelt. Viele Erwerbstätige sind deshalb Wegpendler, die in der Agglomeration Besançon ihrer Arbeit nachgehen.
Die Ortschaft ist verkehrstechnisch gut erschlossen. Sie liegt an der Hauptstraße N83, die von Besançon nach Montbéliard führt. Der nächste Anschluss an die Autobahn A36 befindet sich in einer Entfernung von ungefähr neun Kilometern. Weitere Straßenverbindungen bestehen mit Pouligney-Lusans, Laissey und Vennans. Der nächste Bahnhof an der Eisenbahnstrecke Besançon-Montbéliard befindet sich im benachbarten Laissey.